# Bangladesh Tri-Nation Series 2017/18
Die Bangladesh Tri-Nation Series 2017/18 war ein Drei-Nationen-Turnier, das vom 15. bis zum 17. Januar 2018 in Bangladesch im One-Day Cricket ausgetragen wurde. Bei dem zur internationalen Cricket-Saison 2017/18 gehörenden Turnier nahmen neben dem Gastgeber die Mannschaften aus Simbabwe und Sri Lanka teil. Im Finale konnte sich Sri Lanka mit 79 Runs gegen Bangladesch durchsetzen.

## Vorgeschichte
Bangladesch bestritt zuvor eine Tour in Südafrika, Simbabwe einen Test in Südafrika und Sri Lanka eine Tour in Indien.

## Format
In einer Vorrunde spielte jede Mannschaft gegen jede zwei Mal. Für einen Sieg gab es zwei, für ein Unentschieden oder No Result einen Punkt. Des Weiteren wurden Bonuspunkte vergeben. Die beiden Gruppenersten qualifizierten sich für das Finale und spielten dort um den Turniersieg.

## Stadion
Das folgende Stadion wurde für das Turnier als Austragungsort vorgesehen und am 14. Dezember 2017 festgelegt.
| Stadion                                | Stadt | Kapazität | Spiele                    |
| -------------------------------------- | ----- | --------- | ------------------------- |
| Sher-e-Bangla National Cricket Stadium | Dhaka | 26.000    | Spiele 1. – 6. und Finale |

## Kaderlisten
Simbabwe benannte seinen Kader am 7. Januar 2018.
Bangladesch benannte seinen Kader am 7. Januar 2018.
Sri Lanka benannte seinen Kader am 9. Januar 2018.
| ODI | ODI | ODI |
| Bangladesch | Simbabwe | Sri Lanka |
| --- | --- | --- |
| - Mashrafe Mortaza (K) - Anamul Haque - Abul Hasan - Mehedi Hasan - Shakib Al Hasan - Nasir Hossain - Rubel Hossain - Tamim Iqbal - Sunzamul Islam - Imrul Kayes - Mahmudullah - Mohammad Mithun - Mustafizur Rahman - Sabbir Rahman - Mushfiqur Rahim - Mohammad Saifuddin | - Graeme Cremer (K) - Tendai Chatara - Tendai Chisoro - Craig Ervine - Kyle Jarvis - Hamilton Masakadza - Brandon Mavuta - Solomon Mire - Peter Moor - Christopher Mpofu - Ryan Murray (wk) - Blessing Muzarabani - Sikandar Raza - Brendan Taylor - Malcolm Waller | - Angelo Mathews (K) - Dushmantha Chameera - Dinesh Chandimal - Akila Dananjaya - Dhananjaya de Silva - Niroshan Dickwella (wk) - Asela Gunaratne - Danushka Gunathilaka - Wanindu Hasaranga - Suranga Lakmal - Shehan Madushanka - Kusal Mendis - Kusal Perera - Thisara Perera - Nuwan Pradeep - Sadeera Samarawickrama - Lakshan Sandakan - Upul Tharanga |

## Spiele

### Vorrunde
Tabelle
| Teams       | Sp. | S | N | U | R | NR | BP | Punkte | NRR    |
| ----------- | --- | - | - | - | - | -- | -- | ------ | ------ |
| Bangladesch | 4   | 3 | 1 | 0 | 0 | 0  | 3  | 15     | +1.114 |
| Sri Lanka   | 4   | 2 | 2 | 0 | 0 | 0  | 1  | 9      | +0.146 |
| Simbabwe    | 4   | 1 | 3 | 0 | 0 | 0  | 0  | 4      | −1.087 |

Sieg: 4 Punkte; Remis: 2 Punkte
Spiele
| 15. Januar Scorecard | Dhaka | Simbabwe 170 (49)                 | – | Bangladesch 171-2 (28.3) |
|                      |       | Bangladesch gewinnt mit 8 Wickets |   |                          |

| 17. Januar Scorecard | Dhaka | Simbabwe 290-6 (50)          | – | Sri Lanka 278 (48.1) |
|                      |       | Simbabwe gewinnt mit 12 Runs |   |                      |

| 19. Januar Scorecard | Dhaka | Bangladesch 320-7 (50)           | – | Sri Lanka 157 (32.2) |
|                      |       | Bangladesch gewinnt mit 163 Runs |   |                      |

| 21. Januar Scorecard | Dhaka | Simbabwe 198 (44)               | – | Sri Lanka 202-5 (44.5) |
|                      |       | Sri Lanka gewinnt mit 5 Wickets |   |                        |

| 23. Januar Scorecard | Dhaka | Bangladesch 216-9 (50)          | – | Simbabwe 125 (36.3) |
|                      |       | Bangladesch gewinnt mit 91 Runs |   |                     |

| 25. Januar Scorecard | Dhaka | Bangladesch 82 (24)              | – | Sri Lanka 83-0 (11.5) |
|                      |       | Sri Lanka gewinnt mit 10 Wickets |   |                       |

### Finale
| 27. Januar Scorecard | Dhaka | Sri Lanka 221 (50)            | – | Bangladesch 142 (41.1) |
|                      |       | Sri Lanka gewinnt mit 79 Runs |   |                        |